# Мадзини, Джузеппе
Джузеппе Мадзини (итал. Giuseppe Mazzini, 22 июня 1805, Генуя — 10 марта 1872, Пиза) — итальянский политик, писатель и философ, сыгравший важную роль в ходе первого этапа движения за национальное освобождение и либеральные реформы в XIX веке.

## Биография

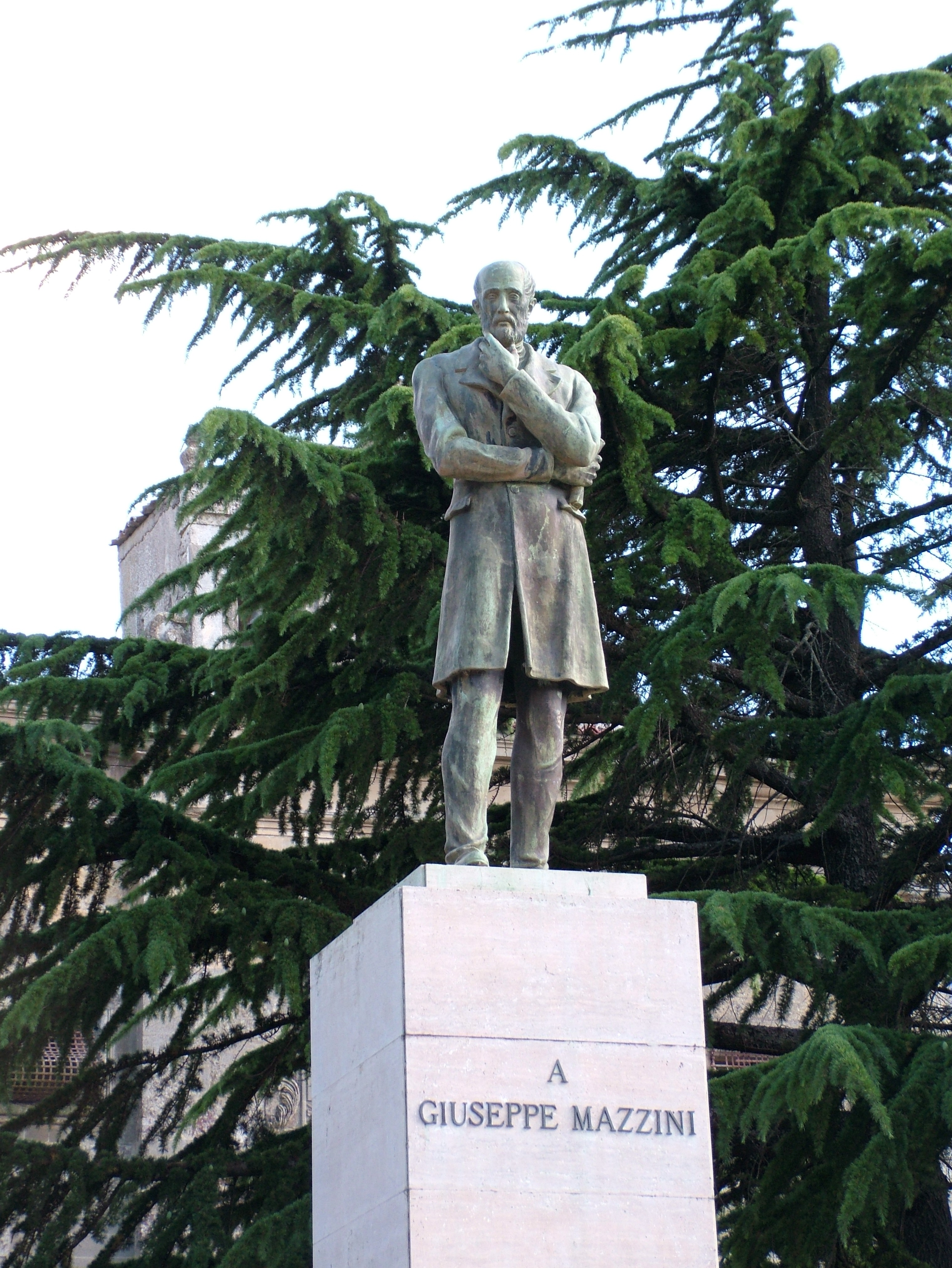
Памятник Дж. Мадзини
Сицилия

Мадзини родился в Генуе, тогда входившей в Лигурийскую республику. Его отец Джакомо Мадзини, родом из Кьявари, был профессором университета, придерживавшимся якобинской идеологии, а его мать Мария Драго была известна своей красотой и религиозным янсенистским рвением.
Пройдя курс домашнего воспитания, Джузеппе Мадзини поступил на юридический факультет Генуэзского университета.
По окончании университета в 1827 году Мадзини посвятил себя литературной деятельности. Он сотрудничал с генуэзскими, затем с ливорнскими газетами и литературными изданиями.
Вступил в тайное общество карбонариев. В 1830 году, по доносу, Мадзини был арестован и заключён в тюрьму старинной крепости Савоны. Именно здесь он пришел к идее о создании новой организации, способной возглавить борьбу за национальное объединение Италии и освобождение её от австрийского господства.
Летом 1831 года во Франции Мадзини создал организацию, получившую название «Молодая Италия». В 1833 году Мадзини был главным организатором вторжения в Пьемонт, совершенного в феврале 1834 года из Швейцарии под началом Раморино; сам Мадзини принял личное участие в неудавшейся экспедиции, после провала которой был выслан из Франции и поселился в Женеве, а «Молодая Италия» вступила в полосу раздоров и распада.
В 1834 году он основал всеевропейскую революционную организацию «Молодая Европа» и журнал «Молодая Швейцария» в Золотурне, но золотурнские власти арестовали, а потом выслали большинство сотрудников журнала, в том числе и Мадзини. Разыскиваемый полицией, он был вынужден уехать в январе 1837 года из Швейцарии в Лондон.

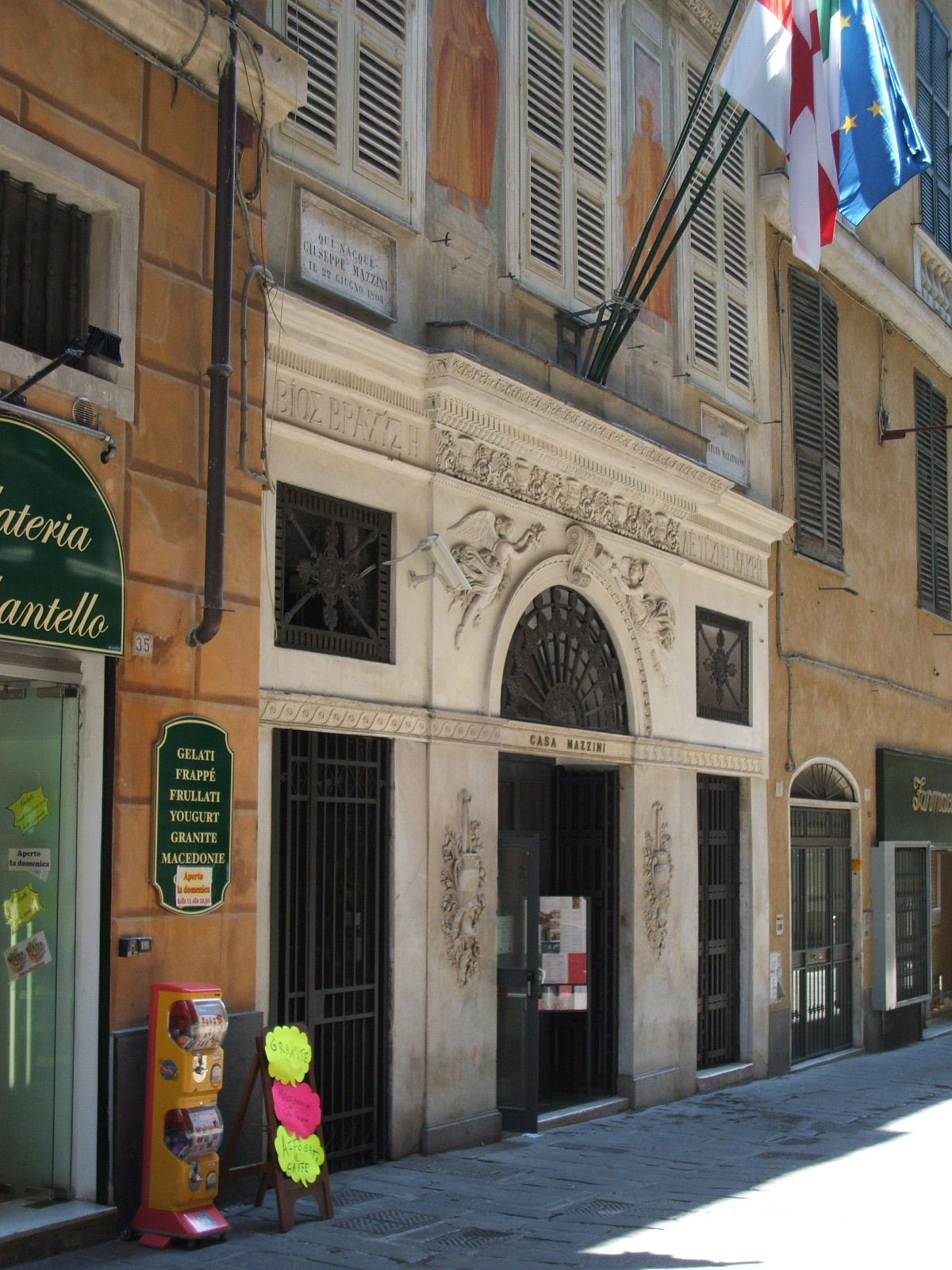
Дом, в котором родился
Дж. Мадзини
Генуя

В 1840—1841 годах в Лондоне им был основан (в рамках «Молодой Италии») «Союз итальянских рабочих», имевший отделения в ряде европейских стран.
В 1844 году он поддерживал экспедицию братьев Бандиера.
В 1846 году создал «Интернациональный союз народов».
В 1848 году, когда в Италии повсеместно началась революция, Мадзини немедленно поспешил на родину и основал в Милане газету «l’Italia del popolo» и общество Associazione nationale, имевшие целью борьбу за присоединение Ломбардии к Пьемонту. Перед падением Милана Мадзини вступил в отряд Гарибальди; затем он прибыл в Рим, где вместе с Саффи и Армеллини был избран членом триумвирата, и возглавил его.
Когда римское национальное собрание сочло невозможным дальнейшую оборону и предложило триумвирам вступить в переговоры с французским генералом Удино (сын маршала Франции Шарля-Николы Удино) о сдаче Рима, Мадзини вместе с товарищами сложил с себя полномочия и уехал в Лондон.

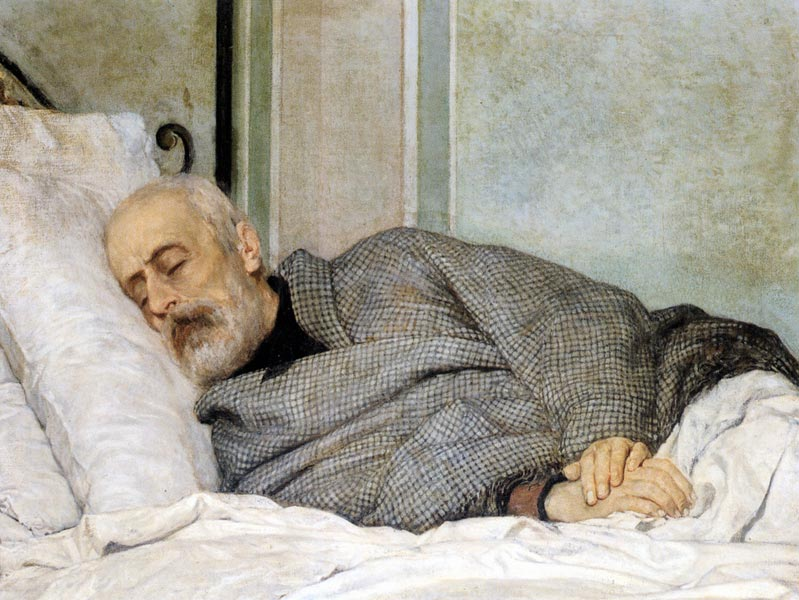
Джузеппе Мадзини на смертном одре, Сильвестро Лега, 1873

В 1853 году он организовал неудачное восстание в Милане, в 1857 году — экспедицию Пизакане.
Когда Гарибальди взял Неаполь, то Мадзини поспешил туда, чтобы убедить Гарибальди двинуться на Рим. Когда этот план стал рушиться, Мадзини уехал в Лондон, откуда поддерживал сбором денег и вербовкой волонтеров экспедиции Гарибальди на Рим в 1862 и 1867 годах.
Не пожелал воспользоваться амнистией 1866 года, несмотря на то, что многократно был выбираем в итальянский парламент.
В 1870 году на Сицилии началось республиканское движение. Сам Мадзини не верил в его успех, но отправился на остров. Схваченный в открытом море на пути в Сицилию он был отвезен в Гаэту, но через 2 месяца освобожден под условием покинуть Италию. Мадзини поселился в Лугано (в Швейцарии), где основал газету «La Roma del Popolo».
В 1872 году он вернулся в Италию, но простудился, переезжая через Альпы, и умер в Пизе, в доме одного из своих друзей. На похороны его на кладбище Стальено в Генуе стеклось свыше 50 тысяч человек, и похоронная процессия явилась демонстрацией против правительства.

## Идеи

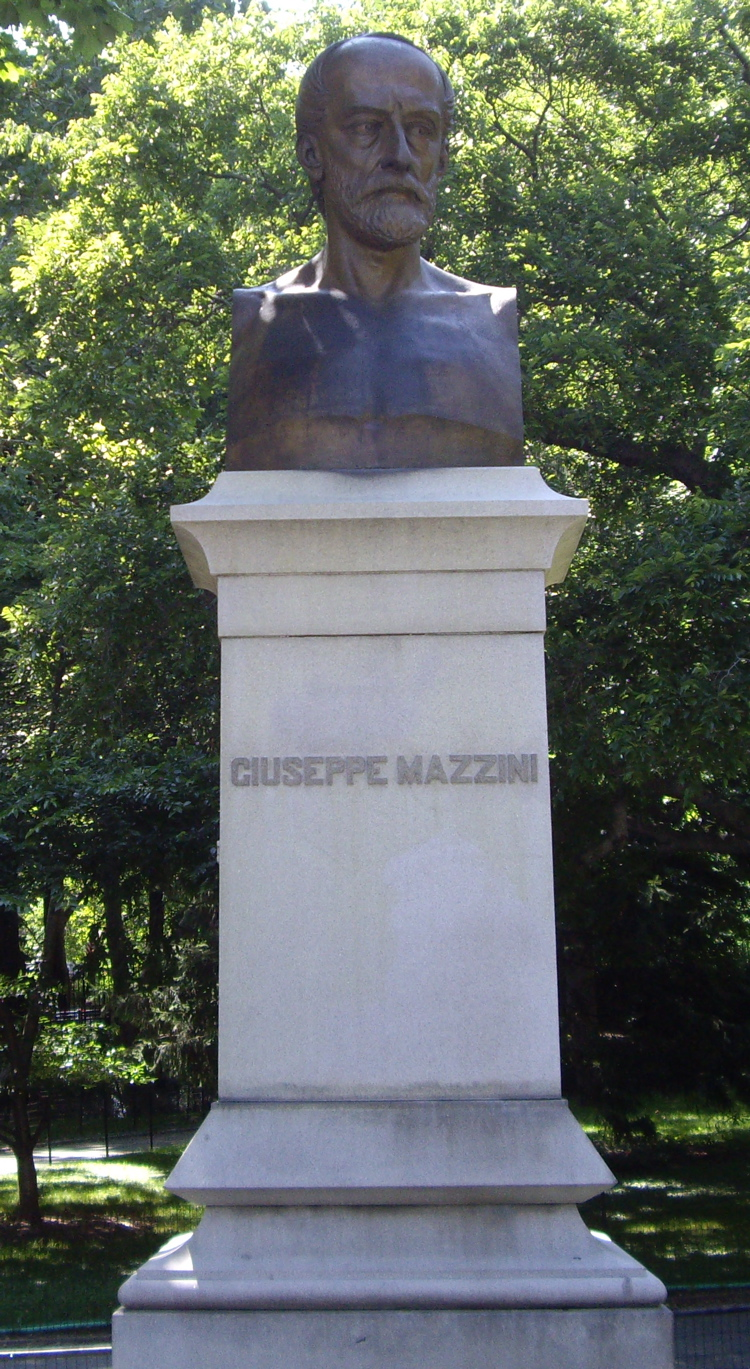
Бюст Дж. Мадзини в Центральном парке Нью-Йорка

Мадзини повсюду проповедовал свободу личности и национальное освобождение не только Италии, но и всей Европы. Его кредо было:
 «Я люблю мою страну, потому что я люблю все страны».
 Он полагал, что все европейские народы должны жить в равенстве и братстве внутри естественных границ, отведенных им Богом. Мадзини не считал, что национальное единство и независимость должны быть дарованы правителями или достигнуты с помощью дипломатических интриг. Он отвергал также французский «вождизм». По концепции Мадзини, цели национализма и либерализма даны Богом, и, следовательно, их достижение является неотъемлемым правом всех народов.
Представление Мадзини о новой Европе предусматривало разрушение монархического правления в Австро-Венгрии, России и Османской империи. Он желал объединения в федерации таких стран, как Германия, Италия и земли от Балтийского до Эгейского и Чёрного морей. Мадзини полагал, что в XX веке национализм должен распространиться за пределы Европы.
Мадзини был великим мастером Великого востока Италии. Когда он умер, в 1872 году, то на его похоронах в Риме, впервые были развешаны масонские флаги на улицах. В июле 1949 года, по приглашению итальянского правительства, члены Великого востока Италии, были приглашены для участия в параде, посвящённом открытию статуи Мадзини в Риме. На этом памятном событии присутствовало около трёх тысяч итальянских масонов.

## Память

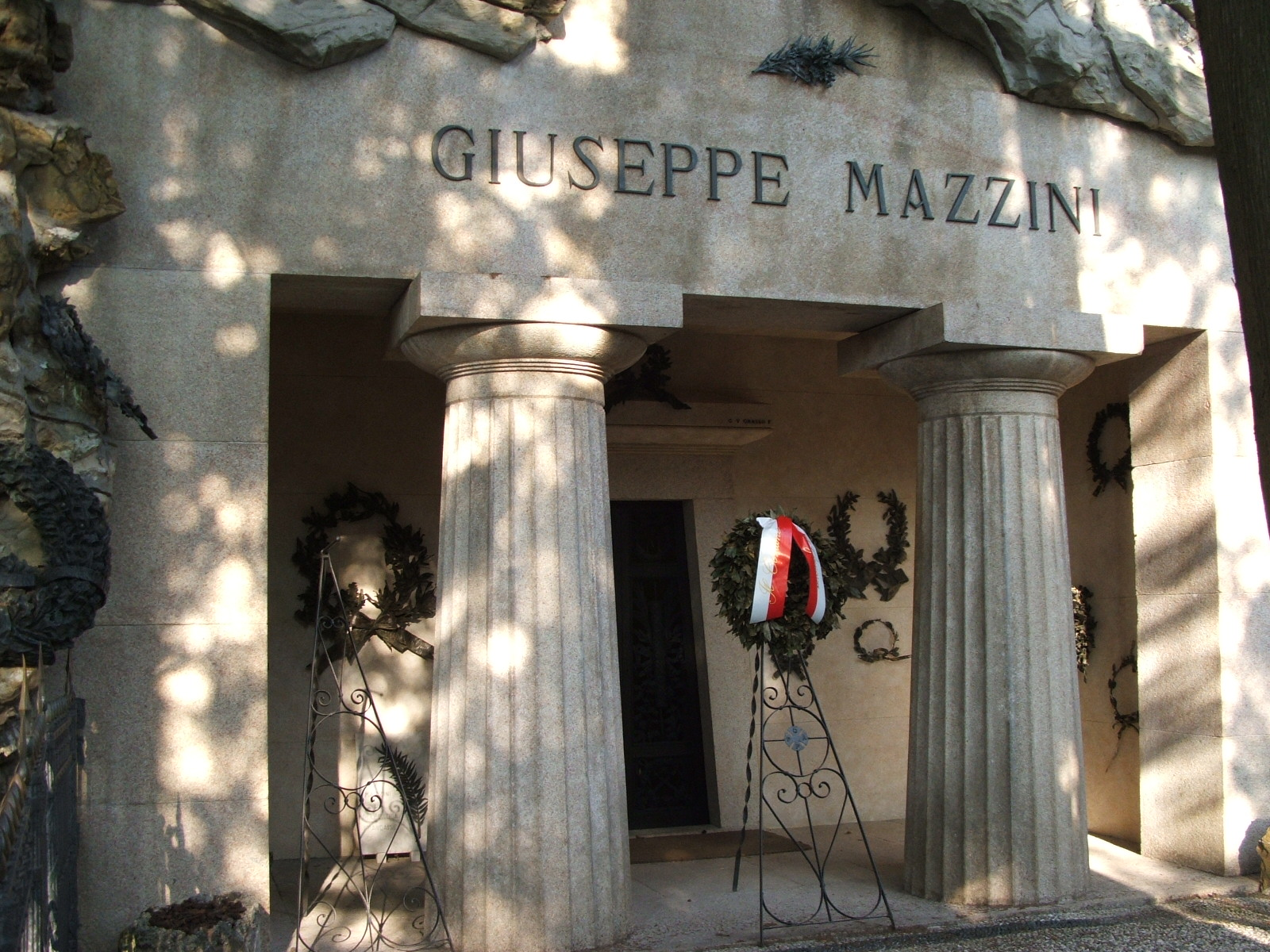
Мавзолей Дж. Мадзини
(архитектор Гаэтано Витторио Грассо)
Стальено

16 марта 1878 года благодаря итальянской общине был торжественно открыт первый памятник Мадзини  в Буэнос-Айресе, превративший площадь Пласа-де-Хулио в одну из первых с памятником (после площади Сан-Мартин и площади Пласа-де - Майо ). Это быстро привело к изменению названия объекта, который был переименован в площадь Мадзини.
В 1882 году в Генуе в честь Мадзини был воздвигнут памятник. Статуя Мадзини стоит на высокой колонне из белого мрамора, на ступенях пьедестала сидит плачущая Италия, а возле неё юноша держит знамя с девизом «Dio е popolo».
C 1934 года существует Мадзинистский институт в Генуе (итал. l'Istituto Mazziniano).
С 1942 года существует Национальная Мадзинистская ассоциация (итал. L'Associazione Mazziniana Italiana) — центральная организация по пропаганде взглядов Дж. Мадзини. Издаёт ежемесячную газету «Мадзинистская мысль».
В 1952 году был основан Институт им. Дж. Мадзини в Пизе. Занимает дом, в котором умер Дж. Мадзини. В институте хранятся документы, отражающие жизнь и деятельность Мадзини.
В 1952 году создан Научный центр мадзинистских исследований в Неаполе.

## Сочинения
- Сочинения Мадзини изданы в Милане и Риме, в 1861—1886 годах, под заглавием: «Scritti editi ed inediti».
- Извлечение по-немецки издано в Гамбурге в 1868, и по-английски, с биографией, в Лондоне, в 1864—1868.
- «Corrispondenza inedita» Милан, 1875
- «Lettere inedite» Рим, 1885
- «Duecento lettere inedite» Турин, 1888
- На русском языке в серии «История эстетики в памятниках и документах» издан сборник избранных статей «Эстетика и критика» (М., 1976)
- Обязанности человека. — М.: Издательский дом «Дело» РАНХиГС, 2023. — 224 с.